# You Must Believe in Spring
You Must Believe in Spring ist ein Jazz-Album von Bill Evans, aufgenommen vom 23. bis 25. August 1977 und nach Bill Evans’ Tod 1981 veröffentlicht auf Warner Bros. Records.

## Das Album
Mit You Must Believe in Spring erschien 1981 das letzte Studioalbum, das der Pianist mit seinem Trio Mitte 1977 aufgenommen hatte. Danach entstanden noch 1978/79 Aufnahmen in erweiterter Besetzung mit Toots Thielemans und Tom Harrell sowie Live-Aufnahmen aus Buenos Aires, dem New Yorker Village Vanguard und dem Keystone Korner in San Francisco („Consecration“).
Bassist Eddie Gomez hatte mit dem Pianisten bereits seit dem Verve-Album A Simple Matter of Conviction (1966) zusammengearbeitet; Eliot Zigmund gehörte dem Bill Evans-Trio seit 1977 an, als er dessen langjährigen Schlagzeuger Marty Morell ablöste. Nach seinem letzten Album I Will Say Goodbye, aufgenommen im Mai 1977, wechselte Bill Evans mit seiner Produzentin Helen Keane vom Fantasy-Label zu Warner Brothers, da er dort bessere Produktionsbedingungen für seine Musik vorfand.

„Sie machten ein blendendes Angebot und ich glaube, es war kein Fehler, es anzunehmen – alles lief so, wie wir es erwartet hatten. Hinzu kam, dass Fantasy sich mehr dem Filmgeschäft zuwandte und seine gesamte Plattenproduktion zurückschraubte. Mit Warner hatten wir es gut – auch wenn es manchmal Ärger gab. Bill beklagte das allgemeine Desinteresse am Jazz schlechthin. Aber insgesamt, sie behandelten ihn mit Respekt, obwohl sie wussten, dass er kein Großverdiener sein würde.“

Im August 1977 entstand eine in der Konzeption ähnliche Platte wie das Vorgängeralbum, „die Musik ist packend, oft sogar ergreifend“, so der Evans-Biograph Hanns E. Petrik, „sie rührt die Emotionen auf viel beeindruckendere Weise als die Produktion vom Mai dieses Jahres“. Das Album beginnt mit dem Walzer „B Minor Waltz (for Ellaine)“, den der Pianist seiner Frau widmete. Nach Petrik ist es „eines seiner schönsten und auch traurigsten Stücke; es reflektiert eine Menge der leidvollen Lebenserfahrungen des Pianisten“.
Petrik sieht in dieser Stimmung den „roten Faden“ dieses Albums, ob in Jimmy Rowles’ Komposition „The Peacocks“ oder in der Titelmelodie „You Must Believe in Spring“, die von Michel Legrand stammt; es war der Titelsong in dem Film Les Demoiselles de Rochefort aus dem Jahr 1967. Bill Evans nahm den Song 1977 außerdem mit dem Sänger Tony Bennett auf; er erschien auf ihrem zweiten gemeinsamen Album Together Again.
Helen Keane hielt die Aufnahmen für das Trio-Album zunächst zurück und bereitete für Januar 1978 ein neues Piano-Solo-Projekt vor (New Conversations).

## Die Titel
- Bill Evans Trio – „You Must Believe In Spring featuring Eddie Gomez and Eliot Zigmund“ (Warner Bros. HS 3504-Y)

1. B Minor Waltz (For Ellaine) (Bill Evans) – 3:12
2. You Must Believe in Spring (Alan Bergman/Marilyn Bergman/Jacques Demy/Michel Legrand) – 5:37
3. Gary’s Theme (Gary McFarland) – 4:15
4. We Will Meet Again (For Harry) (Bill Evans) – 3:59
5. The Peacocks (Jimmy Rowles) – 6:00
6. Sometime Ago (Sergio Mihanovich) – 4:52
7. Theme From M*A*S*H (Suicide Is Painless) (Michael Altman/Johnny Mandel) – 5:53

Die Neuveröffentlichung des Albums im Jahr 2003 durch Rhino wurde um drei zusätzliche Titel ergänzt:
8. Without a Song (Edward Eliscu/Billy Rose/Vincent Youmans) – 8:09
9. Freddie Freeloader (Miles Davis) – 7:37
10. All of You (Cole Porter) – 8:09

## Bewertung des Albums
Evans-Biograph Hanns E. Petrik zählt das Album zu den wirklich bewegendsten Alben des späten Bill Evans; es sei in jeder Hinsicht empfehlenswert. Auch Brian Priestley hebt es im Jazz Rough Guide aus der umfänglichen Evans-Diskographie hervor und erwähnt die Titel
„B Minor Waltz“ wegen seiner ungewöhnlichen Harmonien und Strukturen sowie den von Legrand beeinflussten Titel „We Will Meet Again (For Harry)“, den Evans seinem kurz zuvor verstorbenen Bruder widmete. Scott Yanow bewertet das Album im All Music Guide mit vier Sternen und hebt in seinem Kommentar die abgerundete Produktion des Albums hervor; es sei ein stimmiges Beispiel für die Kunst des berühmten Pianisten. In der Zeitschrift Scala (9/1999) hieß es: „Eine Platte voller unkitschiger Emotionalität, herber Schönheit, dunkler Melancholie und schmerzlicher Trauer; das reife Produkt der Lebenserfahrungen des Bill Evans.“
Im Down Beat erhielt You Must Believe in Spring angesichts einer Neuauflage 2022 die Höchstzahl von fünf Sternen. Daniel Margolis zählte das Album zur „Meisterklasse in Evans' Ansprache und Feinsinnigkeit.“ Bereits beim Titelstück gebe Evans allen Musikern viel Spielraum für Soli. „Bei ‚Gary's Theme‘ zeigt er, wie reif sein Spiel inzwischen ist. ‚The Peacocks‘ spielt sich so langsam ab, dass seine rechte und linke Hand wie verschiedene Teile der Band wirken. Bei ‚Sometime Age‘ wartet er fast schon arrogant darauf, dass seine Rhythmusgruppe einsetzt, bevor er die schönsten Noten spielt, die man je gehört hat.“ Nur mit dem Thema aus dem Film M*A*S*H ist der Rezensent nicht ganz zufrieden, weil Evans „nicht viel daraus gemacht“ habe. Aber dennoch sei dieses Album „fantastisch“.